# 史繇
史繇（朝鮮語: 사요）は、中国明の文官であり、朝鮮氏族の青州史氏の始祖である。中国山東省出身。
中国明の開国功臣であり、禮部尚書を務めていたが、明玉珍の反乱に加担していた疑いをかけられて長男の史重とともに1372年に高麗に亡命した。